# Einars þáttr Skúlasonar
Einars þáttr Skúlasonar es una historia corta islandesa (þáttr). Trata de un episodio en la vida de Einarr Skúlason, en tres anécdotas entrelazadas que muestran su extraordinaria capacidad de improvisación, que también aparecen como parte de la historia del rey Magnus IV de Noruega en Magnúss saga blinda ok Haralds gilla. 
Fue compuesta hacia el siglo XIII y se conserva en el manuscrito Morkinskinna.